# Bages, Aude

Bages este o comună în departamentul Aude din sudul Franței. În 1 ianuarie 2022 avea o populație de 750 de locuitori.